# Сухой (остров)
Сухо́й — остров архипелага Северная Земля. Административно относится к Таймырскому Долгано-Ненецкому району Красноярского края.
Расположен в центральной части архипелага на расстоянии около 1,8 километра к юго-востоку от острова Найдёныш.
Имеет округлую форму с небольшим узким мысом в северной части. Диаметр острова около 1,8 километра. Наивысшая точка — 29 метров. Берега ровные, пологие. Озёр и рек нет. Глубина моря у самого побережья острова составляет порядка десяти метров.

## Карта
- Лист карты T-47-IV,V,VI о. Найдёныш. Масштаб: 1 : 200 000. Состояние местности на 1984 год. Издание 1992 г.